# Zbigniew Jabłonowski
Zbigniew Jabłonowski (ur. 27 maja 1934 w Wilnie, zm. 21 grudnia 2008 w Olsztynie) – polski biolog i parazytolog, profesor nauk przyrodniczych;  sportowiec, działacz AZS, działacz polonijny.
Pochodził z rodziny pieczętującej się dawniej herbem Grzymała. Był żonaty (żona Czesława), miał troje dzieci (Lidia, Przemysław, Katarzyna).

## Praca zawodowa
Absolwent WSR w Olsztynie (1960). Po studiach pracował przez dwa lata w Wojewódzkim Zjednoczeniu Zbożowo-Młynarskim PZZ w Olsztynie. W roku 1962 rozpoczął pracę w WSR (potem ART) jako asystent, a po uzyskaniu stopnia doktora jako adiunkt (1968-74). W roku 1974 rozpoczął pracę na WSP Olsztynie, jako adiunkt w Zakładzie Biologii. Od 1975 organizował i kierował Pracownią Cytologii i Genetyki, przekształconą w Zakład Biologii Ogólnej, a od 1999 w Katedrę Parazytologii. Rozprawa habilitacyjna w roku 1976. Po powstaniu UMW zatrudniony na stanowisku profesora w Katedrze Fizjologii Roślin na Wydziale Biologii. W roku 1988 uzyskał tytuł profesora nauk przyrodniczych. W latach 1987–1990 był prorektorem ds. nauki i kontaktów z zagranicą oraz I zastępcą rektora WSP. Dyrektor Instytutu Biologii i Ochrony Środowiska WSP w Olsztynie (1978-84, 1997-99), dziekan Wydziału Matematyczno-Przyrodniczego WSP (1978-81, 1993-96).
Badania: patofizjologia i biochemia inwazji pasożytniczych.

## Ważniejsze publikacje
- Z. Jabłonowski, K. Sudoł, J. Dziekońska-Rynko, E. Dzika. Effect of different contents of proteins and vitamin B2 in the feed on the prevalence and infection intensity of Ascaridia galli in chickens. „Wiad Parazytol”. 48 (4), s. 391-400, 2002. PMID: 16894722.
- J. Dziekońska-Rynko, J. Rokicki, Z. Jabłonowski. Effects of ivermectin and albendazole against Anisakis simplex in vitro and in guinea pigs. „J Parasitol”. 88 (2), s. 395-398, 2002. DOI: 10.1645/0022-3395(2002)088[0395:EOIAAA]2.0.CO;2. PMID: 12054018.

Łącznie około 110.

## Członkostwo w organizacjach
- Polskie Towarzystwo Parazytologiczne, członek założyciel Oddziału Olsztyńskiego, przewodniczący oddziału (1968-75, 1984-91), członek Zarządu Głównego;
- Komisja Patofizjologiczna Komitetu Parazytologii PAN; Polskie Towarzystwo Biochemiczne – członek zarządu Oddziału w Olsztynie;
- Zespół Kierunkowy Biologii Centralnego Ośrodka Metodycznego Studiów Nauczycielskich przy WSP w Krakowie (1980-2000) ;
- Polski Związek Tenisowy – prezes okręgu;
- AZS – założyciel i kierownik sekcji tenisowej,
- Polski Związek Tenisa Stołowego,
- Towarzystwo Miłośników Wilna i Ziemi Wileńskiej – członek założyciel, prezes (1987-2004),
- Stowarzyszenie „Wspólnota Polska” – członek założyciel, prezes Oddziału Warmińsko-Mazurskiego (od 2004 r.)

## Nagrody i odznaczenia
- Złota Odznaka AZS (1959),
- Odznaka 100-lecia Sportu Polskiego (1967),
- Złoty Krzyż Zasługi (1976),
- Odznaka honorowa „Zasłużony dla Warmii i Mazur” (1977),
- Srebrna Odznaka „Zasłużony Działacz Kultury Fizycznej” (1984),
- Krzyż Kawalerski Orderu Odrodzenia Polski (1989),
- Medal Komisji Edukacji Narodowej (2000),
- Złota Odznaka 50-lecia Pol. Związku Tenisowego,
- liczne nagrody rektora WSP, UWM i UG, nagrody ministra.

## Zainteresowania
- tenis (do 1961 7-krotny mistrz okręgu), tenis stołowy, literatura piękna, działalność społeczna w organizacjach kresowych.